# Lipnica (gemeente)
De gemeente Lipnica is een landgemeente in het Poolse woiwodschap Pommeren, in powiat Bytowski.
De gemeente bestaat uit 15 administratieve plaatsen solectwo: Borowy Młyn, Borzyszkowy, Brzeźno Szlacheckie, Brzozowo, Gliśno Wielkie, Kiedrowice, Lipnica, Luboń, Łąkie, Mielno, Ostrowite, Osusznica, Prądzona, Wojsk, Zapceń
De zetel van de gemeente is in Lipnica.
Op 30 juni 2004 telde de gemeente 4818 inwoners.

## Oppervlakte gegevens
In 2002 bedroeg de totale oppervlakte van gemeente Lipnica 309,57 km², waarvan:
- agrarisch gebied: 36%
- bossen: 52%

De gemeente beslaat 14,12% van de totale oppervlakte van de powiat.

## Demografie
Stand op 30 juni 2004:
| Omschrijving                   | Totaal | Totaal | Vrouwen | Vrouwen | Mannen | Mannen |
| ------------------------------ | ------ | ------ | ------- | ------- | ------ | ------ |
| eenheid                        | aantal | %      | aantal  | %       | aantal | %      |
| inwoners                       | 4818   | 100    | 2303    | 47,8    | 2515   | 52,2   |
| bevolkingsdichtheid (inw./km²) | 15,6   | 15,6   | 7,4     | 7,4     | 8,1    | 8,1    |

In 2002 bedroeg het gemiddelde inkomen per inwoner 1481,05 zł.

## Aangrenzende gemeenten
Brusy, Bytów, Chojnice, Koczała, Konarzyny, Miastko, Przechlewo, Studzienice, Tuchomie